# Wólka Nosowska
Wólka Nosowska (prononciation : [ˈvulka nɔˈsɔfska]) est un village polonais de la gmina de Stara Kornica dans le powiat de Łosice de la voïvodie de Mazovie dans le centre-est de la Pologne.
Il se situe à environ 20 km à l'est de Łosice (siège du powiat) et à 137 km à l'est de Varsovie (capitale de la Pologne).
Le village possède une population de 417 habitants en 2010.

## Histoire
De 1975 à 1998, le village appartenait administrativement à la voïvodie de Biała Podlaska.